# William Windham (1717-1761)
Pour les articles homonymes, voir William Windham.
William Windham, né en 1717 et mort en 1761, est un explorateur et aventurier britannique. Il est le premier à visiter la Mer de Glace située sur la face nord du massif du Mont-Blanc (Alpes).
C'est lui qui révéla au monde l'intérêt des grands glaciers qui alors ne retenaient pas l'attention des voyageurs, sauf pour mentionner leur dangerosité et qui n'inspiraient que crainte et horreur aux paysans vivant à leur pied.

## Biographie
Déjà renommé pour ses expéditions en Égypte et en Orient, William Windham a organisé lors de l'été 1741, avec l'aide de son ami Richard Pococke, une véritable expédition de découverte de la vallée de Chamonix, où il est monté jusqu'au Montenvers, alors orthographié Montanvert. Conseillé par les Genevois qui croyaient cette vallée hostile et maudite, sa caravane était inutilement surarmée. Arrivé à Chamonix, il s'est émerveillé des aiguilles qui dominent la vallée et des précipices « affreux » qui lui paraissaient susceptibles d'épouvanter les âmes les plus fermes. C'est lui qui relate sa découverte d'un gigantesque glacier qu'il baptise  « Mer de Glace ». Il est le premier à établir un guide touristique : comment se rendre à Chamonix.
Il a aussi rapporté quelques anecdotes recueillies auprès des populations locales : les glaciers ont beaucoup crû lors des époques récentes mais dans les temps anciens un passage libre existait jusqu'à la vallée d'Aoste, de plus, la nuit, sur les glaciers, ont lieu des fêtes de sorciers dansant au son des instruments.

## Publications
- Willian Windham et Pierre Martel, Relations de leurs deux voyages aux glaciers de Chamonix (1741-1742), Genève, Théophile Dufour, 1879 (lire en ligne).

### Sources
- L'Essor savoyard du 15 janvier 2009 : Windham et les glaciers de Chamonix, un article de Rémi Mongenet.
- Le Courrier.ch du 23 juin 2009 : L'invention de la Mer de glace, un article d'Hélène Zumstein.
- Textes et illustrations d'Un compte rendu des glaciers ou des Alpes de glace, en Savoie, dans deux lettres, l'une d'un gentilhomme anglais à son ami à Genève, l'autre de Pierre Martel, par William Windham, dans la base de données en ligne Viatimages.